# Губин, Константин Александрович
Константин Александрович Губин (1897, д. Голыгинская, Шенкурский уезд, Архангельская губерния — 1979 год, Москва) — советский журналист, редактор, общественный деятель.

## Биография
Родился в многодетной крестьянской семье.
Окончил Архангельскую учительскую семинарию и Всероссийские курсы инструкторов-организаторов внешкольного образования.
В 1940—1948 годах редактор газеты «Московский большевик» (ныне «Московская правда»), главный редактор «Известий» с 6 января 1948 по 15 мая 1959 года.
Член Центральной ревизионной комиссии КПСС (1952—1961).
Избирался депутатом Верховного Совета СССР. В 1959—1962 годах секретарь Парламентской группы Верховного совета СССР.
Похоронен на Кунцевском кладбище в Москве.

## Награды
- 2 ордена Ленина (в том числе 07.01.1958)
- 3 ордена Трудового Красного Знамени
- орден Дружбы народов
- орден «Знак Почёта»
- медали

## Оценки современников
- «вежливый и внимательный, он мне представлялся интеллигентом из прошлых времен, этакий дворянин, забредший в наше грубое, лохматое время»[1]